# Площа Ластова (Севастополь)
Площа Ла́стова — площа в Нахімовському районі Севастополя. Після Другої світової війни названа на честь ластового екіпажу № 4 Чорноморського флоту, який відзначився під час оборони Севастополя 1854—1855 років.
На площі  розташована дитяча поліклініка Нахімовського району.

## Історія
Спочатку називалася Митрофанівською. 6 вересня 1929 року була перейменована в площу Профінтерна, а після Другої світової війни — в Ластову.
До 60-х років XIX століття ластовими в російському флоті називали дрібні портові судна і плавучі засоби. Офіцери цих суден мали сухопутні звання, а матроси називалися ластовим екіпажем.

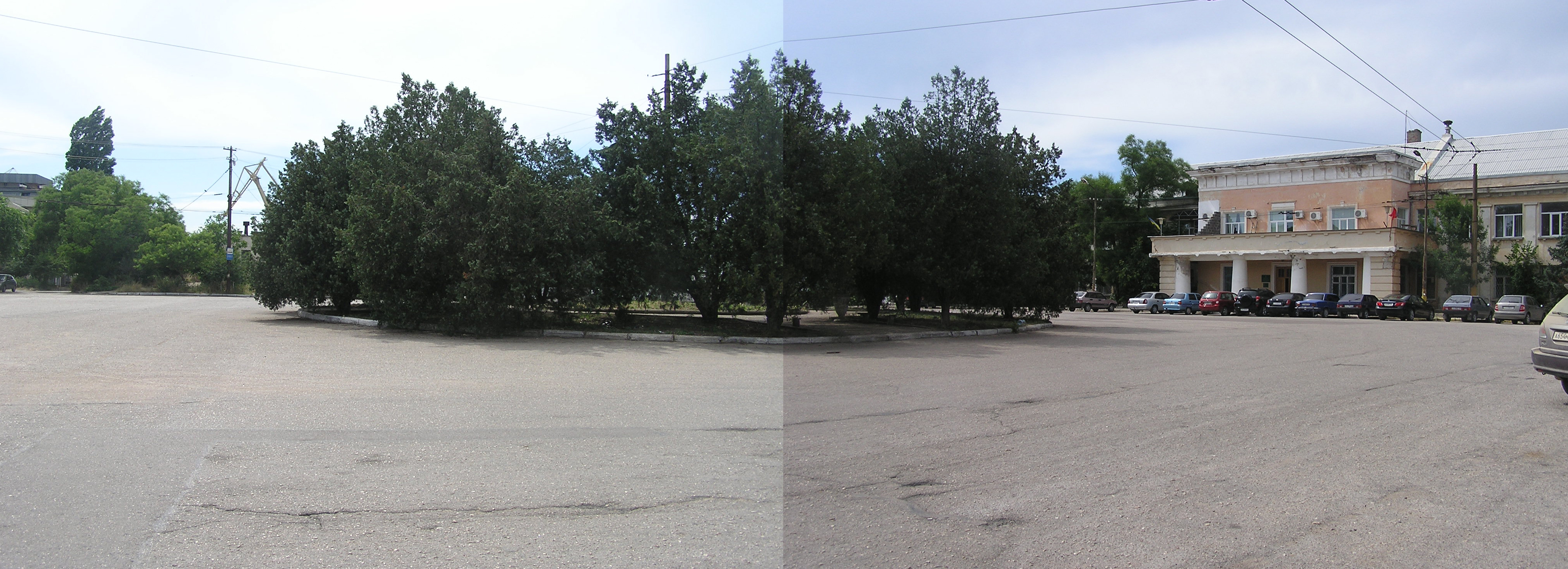
Панорама площі з боку вулиці Дзержинського